# Langstraat
Langstraat este o arie protejată (arie specială de conservare — SAC, sit de importanță comunitară — SCI) din Țările de Jos întinsă pe o suprafață de 506 ha, integral pe uscat.

## Localizare
Centrul sitului Langstraat este situat la coordonatele 51°41′07″N 5°00′24″E / 51.6854°N 5.0066°E.

## Înființare
Situl Langstraat a fost declarat sit de importanță comunitară în august 2002 pentru a proteja 2 specii de animale. Situl a fost protejat și ca arie specială de conservare în iunie 2013.

## Biodiversitate
Situată în ecoregiunea atlantică, aria protejată conține 9 habitate naturale: Ape stătătoare oligotrofe până la mezotrofe, cu vegetație de Littorelletea uniflorae și/sau de Isoëto-Nanojuncetea, Ape puternic oligomezotrofe cu vegetație bentonică cu Chara spp., Lacuri eutrofice naturale cu vegetație de tip Magnopotamion sau Hydrocharition, Pajiști umede nord-atlantice cu Erica tetralix, Pajiști cu Molinia pe soluri calcaroase, turboase sau argilos-nămoloase (Molinion caeruleae), Liziere de ierburi înalte hidrofile de câmpie și de nivel montan până la alpin, Mlaștini turboase de tranziție și turbării mișcătoare, Depresiuni pe substraturi de turbă de Rhynchosporion, Mlaștini alcaline.
La baza desemnării sitului se află mai multe specii protejate de  pești (2): zvârluga (Cobitis taenia), țipar (Misgurnus fossilis).